# Уједињено Краљевство Велике Британије и Ирске
Уједињено Краљевство Велике Британије и Ирске (енгл. United Kingdom of Great Britain and Ireland) је било званично име Уједињеног Краљевства између 1801. и 1927. године. Већи део Ирске се одвојио и основао Ирску Слободну Државу. Акт о краљевским и парламентарним титулама из 1927. је изменио назив Парламента Уједињеног Краљевства како би тачније одражавао промене у границама државе и тај закон се сматра тренутком када је промењено и име држави.
Уједињено Краљевство Велике Британије и Ирске је настало 1. јануара 1801. по одредбама Закона о унији из 1800. којим су независна краљевства Велике Британије и Ирске уједињена. Краљевство Велике Британије је настало 1707. године уједињењем некадашњих посебних краљевстава Енглеске и Шкотске.
Данашње Уједињено Краљевство Велике Британије и Северне Ирске је наследник Уједињеног Краљевства Велике Британије и Ирске, са истим уставним и парламентарним системима, али заузима само део претходне територије. Јужни део Ирске који се одвојио од уније данас представља Републику Ирску. Он обухвата исту територију као бивша Ирска Слободна Држава, али је усвојио нови устав 1937. године.